# Ги, Фабрис
Фабрис Ги (фр. Fabrice Guy; 30 декабря 1968, Понтарлье) — известный французский двоеборец, олимпийский чемпион, призёр чемпионатов  мира, победитель Кубка мира по двоеборью.

## Карьера
Дебютировал в кубке мира 3 января 1987 года в Шонахе и занял 55-е место в индивидуальной гонке. Спустя два года, 18 марта 1989 Ги впервые попал на подиум этапа Кубка мира в Лейк-Плэсиде, став третьим. В 1991 году француз в составе сборной выиграл серебряную медаль в эстафете на чемпионате мира в Италии.
Наиболее успешным для него стал сезон 1991/1992. В Кубке мира он выиграл шесть из восьми этапов, что принесло ему уверенную победу в общем зачете и Большой хрустальный глобус. Помимо тотального доминирования в Кубке мира Ги успешно выступил на домашней Олимпиаде в Альбервилле. В индивидуальных состязаниях после прыжковой части француз расположился на третьей позиции с отставанием от лидера в 46 секунд. На дистанции лыжной гонки он отыграл это отставание и финишировал первым, став первым французским двоеборцем, который стал олимпийским чемпионом. В командном турнире французское трио осталось без медалей, расположившись на четвёртой позиции.
В середине 1990-х француз выступал не слишком успешно. На Олимпиаде в Лиллехаммере он не смог защитить звание чемпиона, даже не попав в десятку сильнейших, став 17-м. В 1997 году, на чемпионате мира в Тронхейме Ги завоевал бронзовую медаль в индивидуальных состязаниях, уступив около полутора минут Кэндзи Огиваре.
Медаль аналогичного достоинства Фабрис завоевал год спустя, на Олимпиаде в Нагано, но уже в командном первенстве. В личной же гонке француз показал низкое 29-е место.
По окончании сезона 1998/1999 завершил свою карьеру.